# Тиберій Кандід Марій Цельс
Тиберій Кандід Марій Цельс (лат. Tiberius Iulius Candidus Marius Celsus; ? — 109) — державний діяч Римської імперії, консул-суффект 86 року, консул 105 року.

## Життєпис
Його родина походила, за одним відомостями з провінція Африка, за іншими — з провінції Азія. Майновий та суспільний стан Тиберія Кандіда дозволив йому у 69 році стати сенатором. У 72 році обрано до колегії арвальських братів. У 86 році призначено консулом-суффектом разом з Секстом Октавієм Фронтоном.
З 87 до 92 року керував провінцією Галатія та Капподокія як імператорський легат-пропретор. У 105 році став ординарним консулом разом з Гаєм Анцієм Квадратом. Помер у 109 році в Римі.